# Chaetophora hirsuta
Chaetophora hirsuta là một loài bọ cánh cứng trong họ Byrrhidae. Loài này được Seidlitz miêu tả khoa học năm 1872.